# Trichoniscus bulgaricus
Trichoniscus bulgaricus is een pissebed uit de familie Trichoniscidae. De wetenschappelijke naam van de soort is voor het eerst geldig gepubliceerd in 1970 door Andreev.